# Diecezja Purwokerto
Diecezja Purwokerto – rzymskokatolicka diecezja w Indonezji. Powstała w 1932 jako prefektura apostolska. Podniesiona do rangi wikariatu apostolskiego w 1941. Diecezja od 1961.

## Biskupi diecezjalni
- Biskupi Purwokerto:
  - Bp Christophorus Tri Harsono (od 2018)
  - Bp Julianus Kemo Sunarko, S.J. (2000–2016)
  - Bp Paschalis Soedita Hardjasoemarta, M.S.C. (1973–1999)
  - Bp Guillaume Schoemaker, M.S.C. (1961– 1973)
- Wikariusze apostolscy Purwokerto:
  - Bp Guillaume Schoemaker, M.S.C. (1950–1961)
- Prefekci apostolscy Purwokerto:
  - O. Bernardo Visser, M.S.C. (1932–1941)